# Turf (groupe)
Pour les articles homonymes, voir Turf.
Turf est un groupe argentin de rock, originaire de Buenos Aires. Ils se caractérisent par un son de rock classique des années 1960 et 1970, avec de nettes influences Britpop et indie pop.

## Histoire
Le groupe publie plusieurs albums au fil des ans. Leur répertoire comprend des chansons qui connait le succès et la popularité, telles que Loco un poco, Yo no me quiero casar, ¿y usted ?, et Pasos al costado, entre autres. Après une longue pause de deux albums, Turf participe en 2001 à un grand concert au Campo Argentino de Polo, avec R.E.M. et Oasis (un groupe qui a beaucoup influencé Turf). La même année, ils sortent leur troisième album sous le nom de Turfshow, dont la chanson Loco un poco est l'une des chansons les plus écoutées cet été-là en Argentine et la plus largement diffusée et reconnue. Plus tard, cette chanson perd un procès pour plagiat parce qu'elle était une copie de la chanson Magneto de Paz Martínez. Cet album montre un côté beaucoup plus « pop », se rapprochant des sons d'Oasis ou de Blur.
Turf se sépare en 2007 en raison de divergences entre ses membres, donnant naissance à d'autres groupes tels que Poncho et Sponsors.
Le groupe se reforme en 2015. Le 3 novembre 2022, Turf sort une nouvelle chanson, Decímelo de una. En mars 2023, Turf sort son sixième album studio, Renacimiento, qui est disponible sur toutes les plateformes numériques. Il comprend 11 chansons, et une grande variété de styles musicaux

## Discographie

### Albums studio
- 1997 : Una pila de vida
- 1997 : Siempre libre
- 2001 : Turfshow
- 2004 : Para Mí, para Vos
- 2005 : Para Mí, para Vos (Reversiones)
- 2006 : Turf
- 2017 : Odisea
- 2023 : Renacimiento

### Albums live
- 2020 : Vivo Teatro Opera

### EP
- 1997 : Advance - Discogs

### Compilations
- 2007 : El recorrido 1997/2007